# Tchatkalophantes
Tchatkalophantes Tanasevič, 2001 è un genere di ragni appartenente alla famiglia Linyphiidae.

## Distribuzione
Le dieci specie oggi note di questo genere sono state rinvenute in Asia centrale, Asia orientale e Asia meridionale: la specie dall'areale più vasto è la T. tchatkalensis, reperita in varie località dell'Asia centrale.

## Tassonomia
Per la determinazione delle caratteristiche della specie tipo sono tenute in considerazione le analisi sugli esemplari di Lepthyphantes tchatkalensis Tanasevič, 1983.
Dal 2011 non sono stati esaminati esemplari di questo genere.
A dicembre 2012, si compone di dieci specie:
- Tchatkalophantes baltistan Tanasevič, 2011 — Pakistan
- Tchatkalophantes bonneti (Schenkel, 1963) — Cina
- Tchatkalophantes huangyuanensis (Zhu & Li, 1983) — Cina
- Tchatkalophantes hyperauritus (Loksa, 1965) — Mongolia
- Tchatkalophantes karatau Tanasevič, 2001 — Kazakistan
- Tchatkalophantes kungei Tanasevič, 2001 — Kirghizistan
- Tchatkalophantes mongolicus Tanasevič, 2001 — Mongolia
- Tchatkalophantes rupeus (Tanasevič, 1986) — Kazakistan
- Tchatkalophantes tarabaevi Tanasevič, 2001 — Kazakistan
- Tchatkalophantes tchatkalensis (Tanasevič, 1983)[3] — Asia Centrale

### Sinonimi
- Tchatkalophantes riyueshanensis (Zhu & Li, 1983); trasferita dal genere Lepthyphantes Menge, 1866 e posta in sinonimia con T. bonneti (Schenkel, 1963) a seguito di uno studio degli aracnologi Tu, Li & Rollard del 2005[1].